# St. Michael (Perlach)
St. Michael ist eine barocke römisch-katholische Kirche im Münchner Stadtteil Perlach am Pfanzeltplatz und gehört seit 2024 zum Dekanat München-Südost.

## Geschichte
Die erste Erwähnung einer Kirche in Perlach stammt aus dem Jahr 1020. Da im Jahr 1180 der Priester der Kirche, Adilo, an einer Synode in Freising teilnahm, muss die Kirche bereits damals eine selbständige Pfarrei mit Begräbnisrecht gewesen sein. Die romanische Vorgängerkirche stammte wahrscheinlich aus dem 12. oder 13. Jahrhundert und musste 1728 abgebrochen werden.
1728 wurde der Grundstein für den neuen (heutigen) Kirchenbau von den Maurern Michael Pröbstl und Johann Mayr gelegt. Der Bau wurde am 25. Mai 1732 durch Weihbischof Johann Ferdinand von Pödigheim konsekriert. Der Turm wurde erst 1788 vollendet. 

St. Michael, Innenraum mit Blick zum Chor

Innenraum mit Blick zur Empore

Die Apsis wurde 1944 zerstört und 1951/1952 wieder aufgebaut.
1990 wurde die Kirche renoviert.
Seit 2013 bilden die Pfarrei Verklärung Christi in Ramersdorf und St. Michael (Perlach) mit St. Georg (Unterbiberg) gemeinsam den Pfarrverband Perlach.

## Architektur
Die Michaelskirche ist ein aufgrund des schon damals sehr großen Dorfes ein wuchtiger Bau mit massivem zwiebelbekrönten Westturm. An das vierjochige Langhaus schließt sich der eingezogene zweijochige Chor mit rundem Abschluss an. Auf beiden Seiten des Chors sind zweigeschossige Sakristeien angebaut, deren Obergeschosse als Oratorien ausgebildet sind. Das Innere zeigt sich als Wandpfeilerraum unter einer Stichkappentonne. Das westlichste Langhausjoch nimmt die Doppelempore auf. Durch die beiden einander gegenüberliegenden Altäre in der Mitte des Langhauses zeigt die Kirche Tendenzen zu einem Zentralraum-Sakralbau.

## Ausstattung

### Deckenfresken

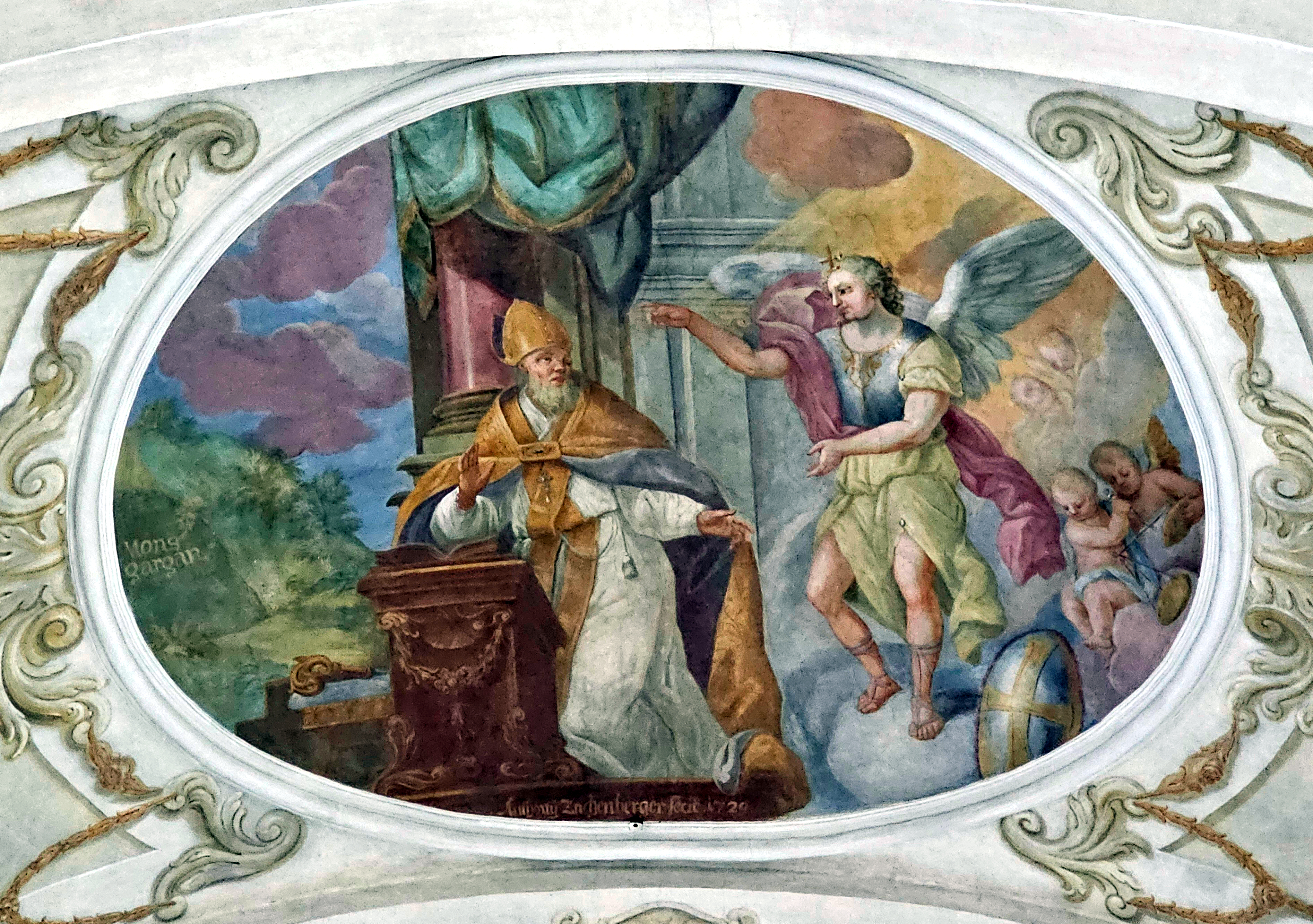
Chorfresko 1
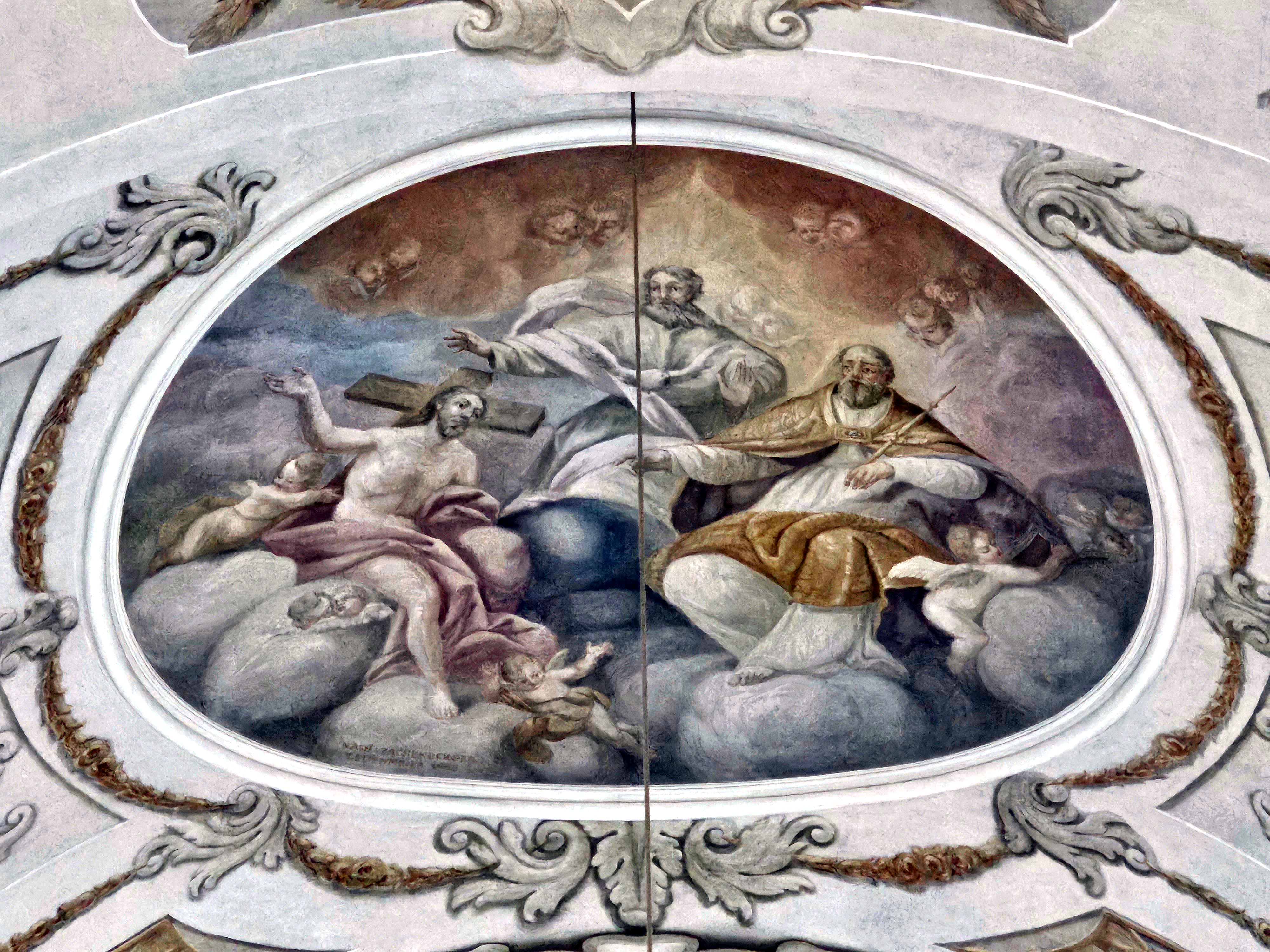
Chorfresko 2

Die Decken des Chors und des Langhauses tragen sechs Fresken, deren Themen sich zumeist auf den Kirchenpatron, den Erzengel Michael, beziehen. Dazu kommt noch die Darstellung der von geflügelten Puttoköpfchen umringten Heiliggeisttaube auf dem Deckel des Heiliggeistlochs. 
Die beiden Chorfresken schuf (Johann) Anton Zächenberger (um 1690 – 1773). Das westliche Bild trägt die Signatur des Malers mit der Jahreszahl 1729 und zeigt die Erscheinung des Erzengels auf dem Monte Sant’Angelo im Bereich des Monte Gargano. Der Ort ist im linken Bildhintergrund mit dem Schriftzug „Mons Gargan(us)“ angegeben. Michael erklärt in der dargestellten Szene dem Bischof von Siponto, dem Heiligen Lorenzo Maiorano, warum er zuvor ein Wunder gewirkt habe und dass ihm an jener Stelle ein Heiligtum errichtet werden solle.
Das östliche Bild mit der Darstellung der Heiligen Dreifaltigkeit wurde 1968(?) von dem Augsburger Restaurator Manfred Leitenmeier „nach Zächenberger“ neu gemalt, wie in der Signatur zu lesen ist.
Das große Langhausfresko wurde von dem Münchner Maler Nikolaus Gottfried Stuber ebenfalls um 1729 geschaffen. Es trägt seine Künstlersignatur und wurde stark restauriert. Im Zentrum des Bilds schwingt der Erzengel Michael das Flammenschwert und wirft die abtrünnigen Engel aus dem Himmel (Engelssturz). Diese nehmen die untere Bildhälfte ein. Im oberen Bildteil thront Gottvater auf Wolken. Engel verehren ihn mit anbetend gefalteten Händen; einer von ihnen schwingt ein Weihrauchfass.
Hochmut führte zum Fall der abtrünnigen Engel. Daran erinnern die beiden kleinen emblematischen Darstellungen, die das Mittelbild flankieren: „Stolze“ Tannen werden gebrochen, wie zwei abgebrochene Stämme zeigen, doch „demütiges“ Schilfrohr beugt sich im Wind, der im Bild von drei kräftig pustenden Putti ausgeht. Ein lateinisches Zitat aus dem 1. Petrusbrief gibt die Erklärung für alle drei Bilder: „[Gott] tritt den Stolzen entgegen, den Demütigen aber schenkt er seine Gnade“ (1 Petr 5,5 ).
Das kleine emblematische Fresko über der Orgel greift dieses Thema nochmals auf: Ein Adler kommt der Sonne zu nah und stürzt ab. Die lateinische Beischrift zitiert aus dem alttestamentarischen Buch Jesus Sirach und gibt die theologische Deutung der Darstellung: „Strebe nicht nach dem, was zu hoch ist für dich“ (Sir 3,21 ). 

Fresken des Chorgewölbes
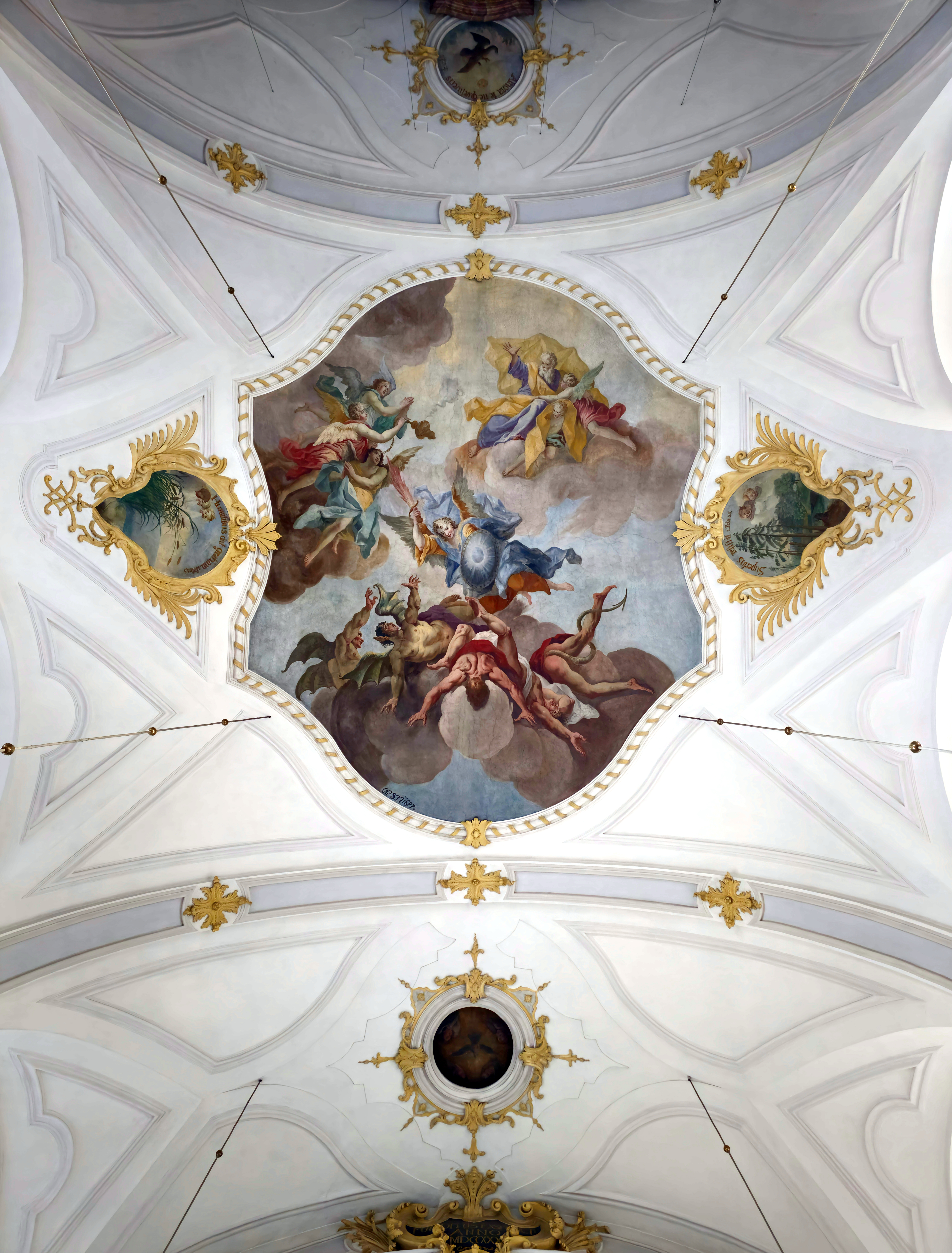
Fresken des Langhausgewölbes
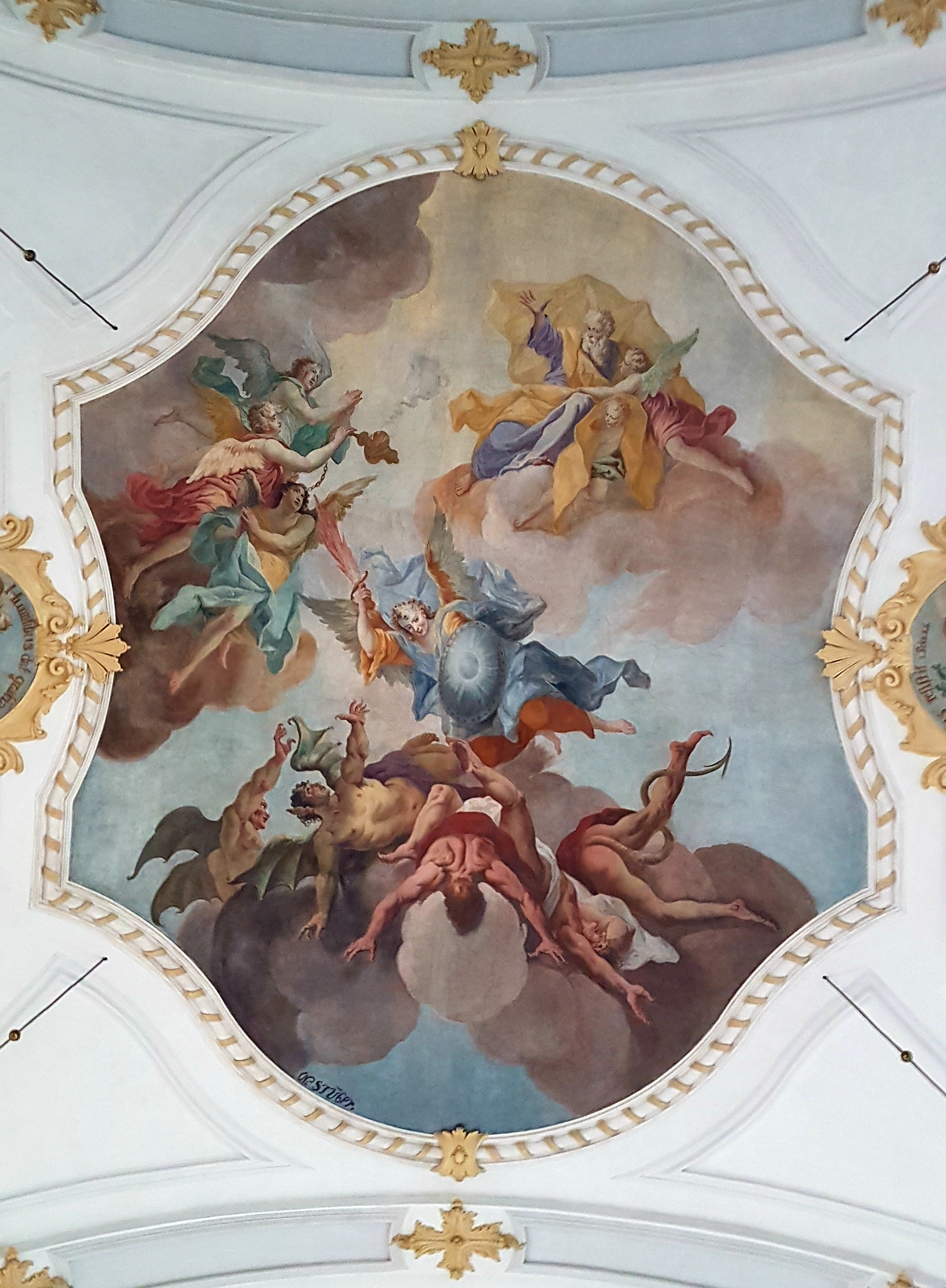
Langhaus-Hauptfresko

- Chorfresko 1
- Chorfresko 2

### Chor und Altäre

Hochaltar

Der sechssäulige, 1796 entstandene Hochaltar gehört dem Frühklassizismus an, zeigt aber in einigen Zierelementen Rokoko-Nachklänge. Das Altarblatt von Johann Baptist Widmann stellt den Engelssturz Luzifers durch den Erzengel Michael dar. Links und rechts zwischen den Außensäulen stehen als Assistenzfiguren die beiden Wetterheiligen Johannes und Paulus. Im Auszug ist von Wolken und Putten umgeben Gottvater dargestellt. Oberhalb davon als Abschluss der Heilige Geist als Taube.
In die äußeren Nischen des neuzeitlichen Ambo sind die Evangelisten-Statuetten der entfernten hochbarocken Kanzel eingefügt, die von der Vorgängerkirche übernommen wurde. In den Tagen des Frauendreißigers des Kirchenjahres wird rechts vom Volksaltar eine Marienstatue mit Kind auf einem hohen Sockel aufgestellt, die dem Stil nach aus dem 2. Viertel des 16. Jahrhunderts stammt.

Kreuzaltar

Die beiden Chorbogen-Altäre stammen aus der Blütezeit des Rokoko und wurden 1766 in der Kirche aufgestellt. Sie stammen vom Kistler B. Haser, dem Bildhauer Joseph Anton Fröhlich und dem Fassmaler Johann Martin Heigl. Die Altäre bekamen durch den Kunstmaler Franz Osterried im Jahr 1850 neue nazarenische Altarblätter. Sie zeigen links die Heilige Sippe und rechts die Versammlung aller Heiligen bei der Wiederkunft Christi am Jüngsten Tag. Darunter befinden sich auf der Mensa die bemerkenswerten spätgotischen Skulpturen Anna Selbdritt (links) und des hl. Koloman (rechts). Sie wurden um 1515/20 vom Meister von Rabenden geschaffen und stammen aus der im Zuge der Säkularisation abgerissenen Kolomanskapelle, die nördlich der Pfarrkirche an der Holzwiesenstraße stand. Die Auszugsgemälde zeigen die beiden Märtyrer hl. Sebastian und hl. Koloman.
Die beiden  quer an der  Langhausnord- und Westwand stehenden Altäre wurden zur gleichen Zeit geschaffen wie die Chorbogenaltäre. Sie haben im Gegensatz zu den anderen drei einen Baldachin als Abschluss und statt Gemälde Skulpturen im Zentrum. Der nördliche ist ein Kreuzaltar, der südliche ist dem böhmischen Nationalheiligen Johannes Nepomuk gewidmet. Der Nepomukskulptur wird große Ähnlichkeit mit Werken von Roman Anton Boos zugesprochen.

Linker Seitenaltar
Rechter Seitenaltar
Johannes-Nepomuk-Altar
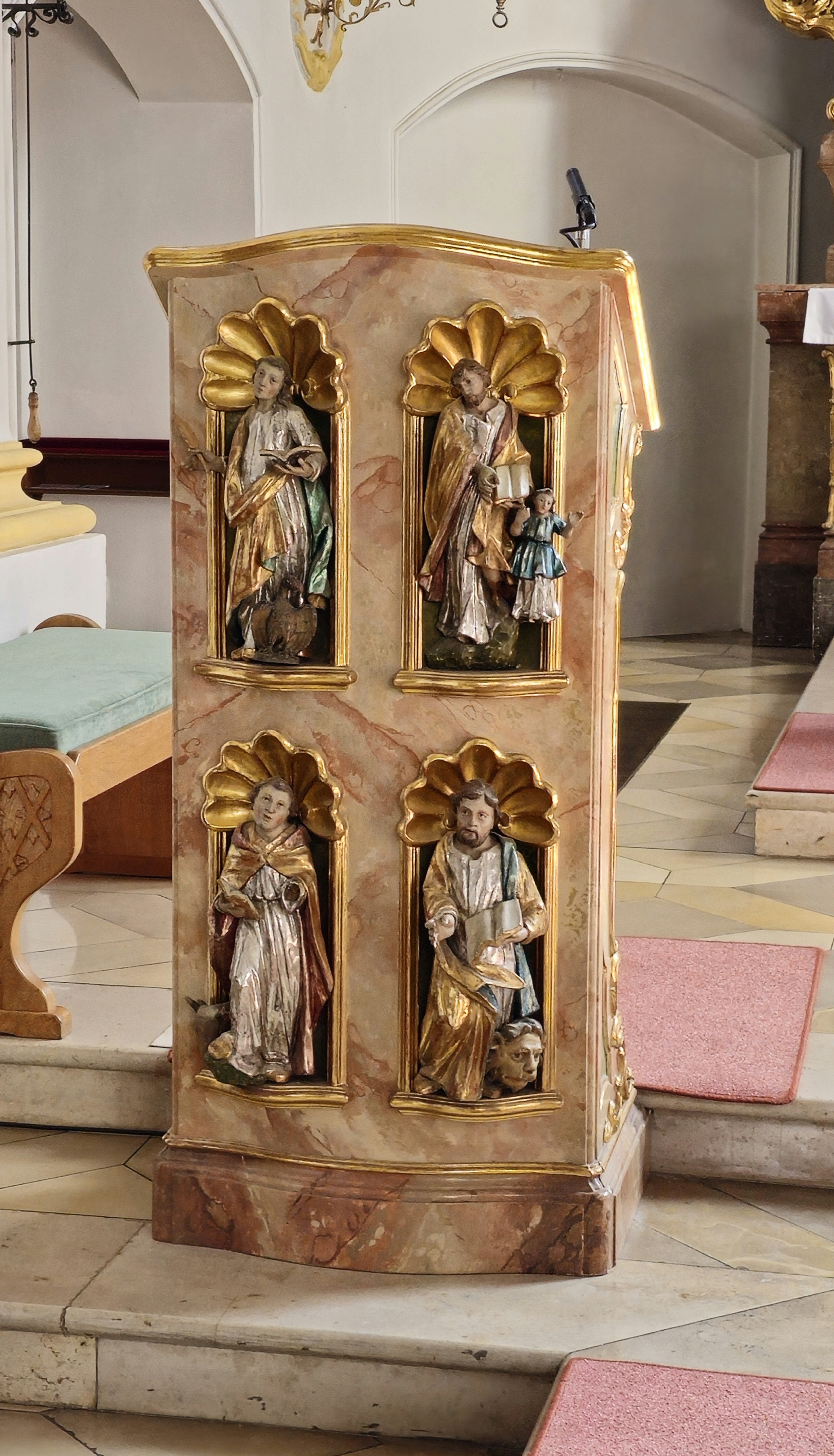
Ambo

### Sonstige Ausstattung
Die Kreuzwegstationsbilder, 1931–32 von Jakob Huwyler gemalt, stellen Kopien jener Stationen dar, die Januarius Zick für die Augsburger Stiftskirche St. Ulrich und Afra geschaffen hatte. Die zwei unter der Empore an den Portalen angebrachten Barockgemälde, die wahrscheinlich als Altarblätter der Kolomanskapelle angesehen werden können, zeigen Die hl. Mutter Anna lehrt ihre Tochter Maria das Beten  (darüber die hl. Dreifaltigkeit) und Die Muttergottes zeigt dem hl. Antonius von Padua das Jesuskind. 
Der ehemalige Portalraum im Erdgeschoss des Turmes wurde 1989 als Totengedächtnisstätte gestaltet. An seiner Südwand steht auf einer Wandkonsole eine spanische Barockstatue des Kirchenpatrons als Seelenwäger aus der 2. Hälfte des 17. Jahrhunderts.

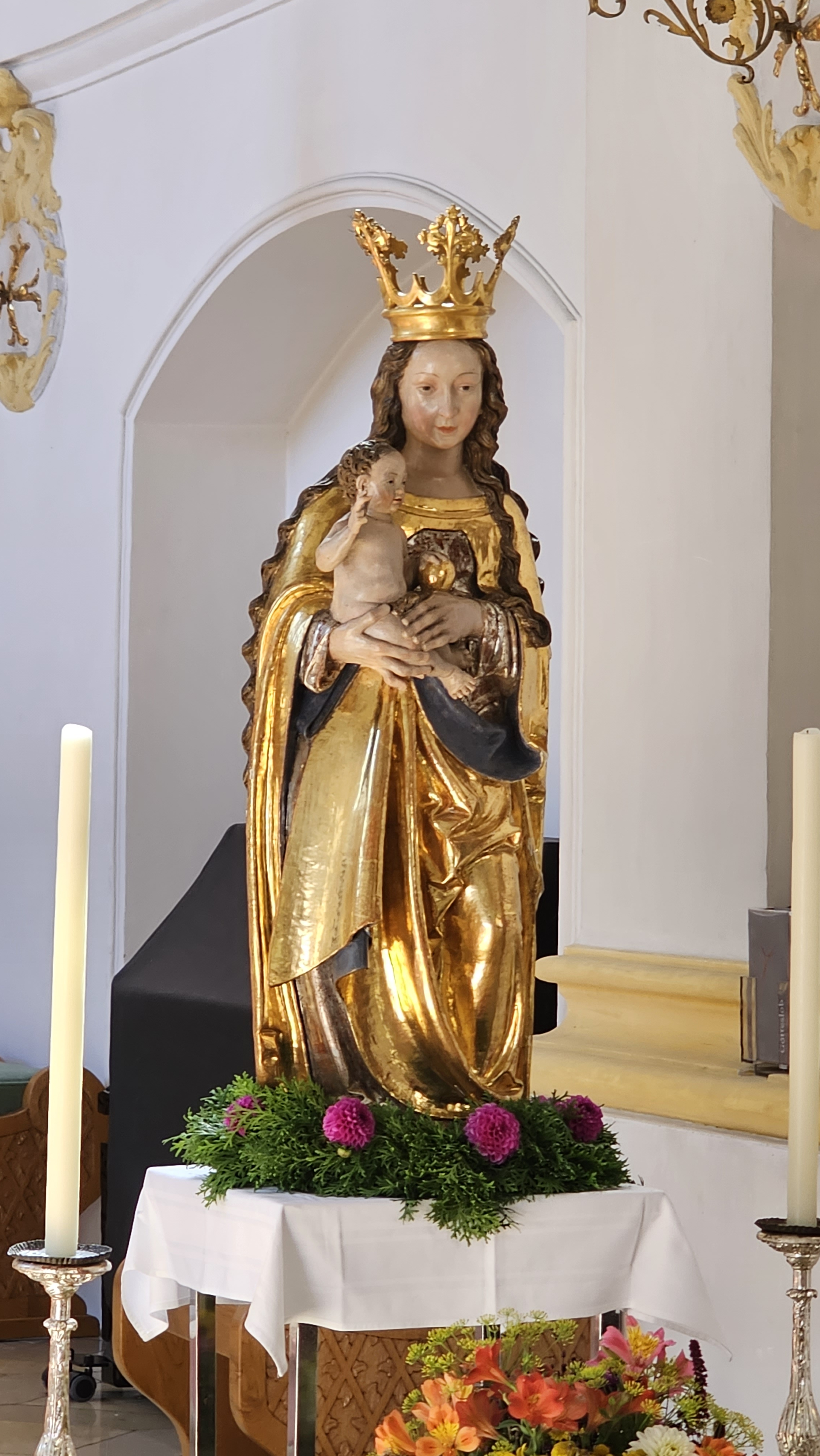
Marienstatue
Kreuzwegbilder
Erzengel Michael
Die hl. Anna lehrt Maria

## Orgel

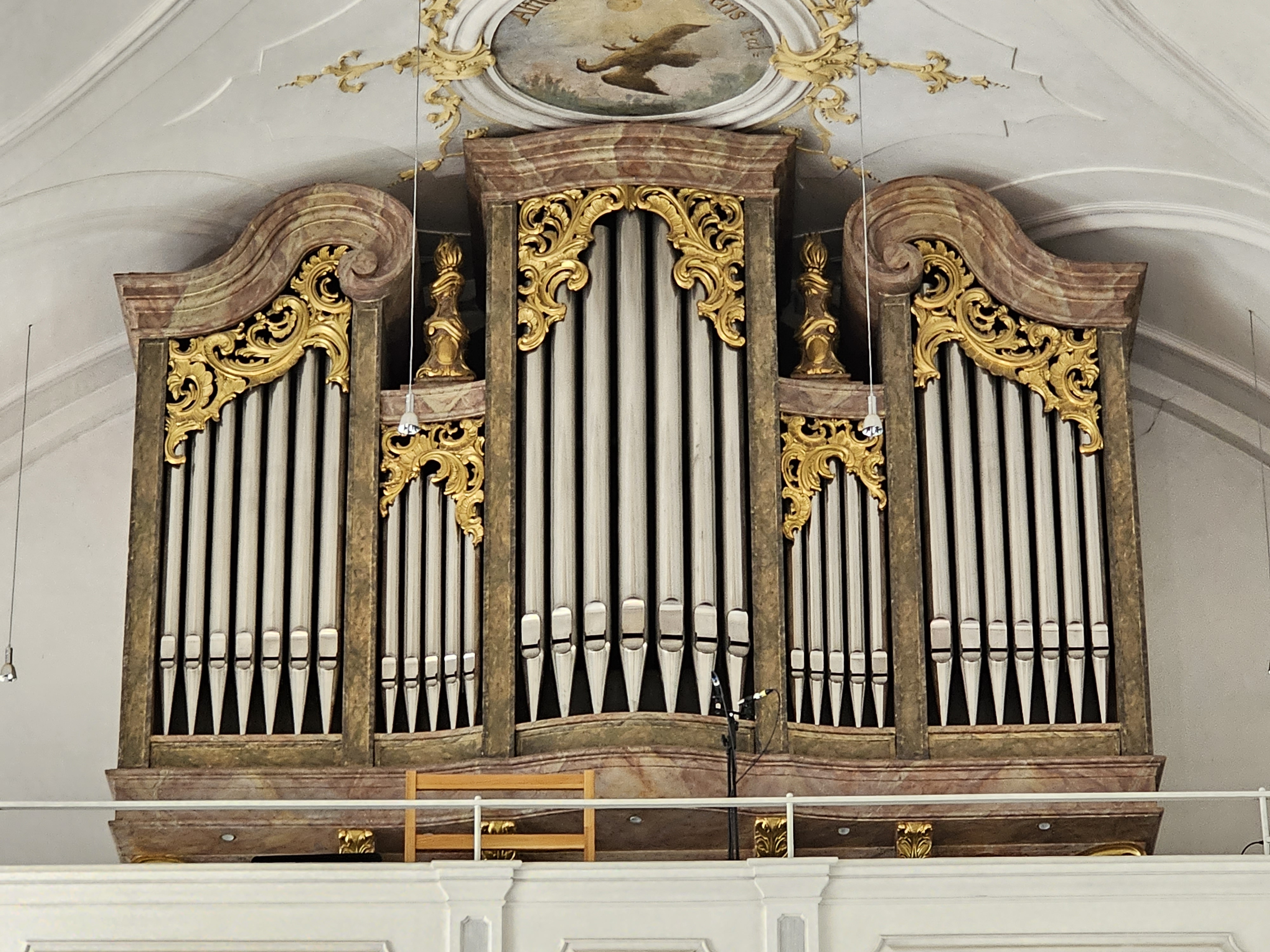
Orgel

Von 1905 bis 1906 erbaute Franz Borgias Maerz als sein Opus 504 eine zweimanualige Orgel mit 14 Registern. Dieses Instrument wurde nach 1920 durch ein 25-registriges Werk von Carl Schuster abgelöst. 1979 erbaute Wilhelm Stöberl die heutige Schleifladenorgel auf drei Manualen und Pedal und 26 Registern mit mechanischer Spieltraktur. Das erste Manual fungiert als Koppelmanual. Der historisierende Orgelprospekt wurde von Erwin Schleich entworfen. Die Disposition lautet:
| I Koppelmanual C–g3 |

| II Hauptwerk C–g3 |             |
| Bordun            | 16′         |
| Prinzipal         | 8′          |
| Copula            | 8′          |
| Oktave            | 4′          |
| Spitzflöte        | 4′          |
| Sesquialtera      | 2 ⁄3′+1 ⁄3′ |
| Oktave            | 2′          |
| Mixtur IV         | 1 ⁄3′       |
| Trompete          | 8′          |
| Tremolo           |             |

| III Schwellwerk C–g3 |       |
| Holzgedackt          | 8′    |
| Weidenpfeife         | 8′    |
| Prinzipal            | 4′    |
| Rohrflöte            | 4′    |
| Blockflöte           | 2′    |
| Spitzquint           | 1 ⁄3′ |
| Oktävlein            | 1′    |
| Zimbel III           | 1⁄2′  |
| Holzkrummhorn        | 8′    |
| Tremolo              |       |

| Pedal C–f1     |       |
| Subbaß         | 16′   |
| Oktavbaß       | 8′    |
| Flötgedackt    | 8′    |
| Choralbaß      | 4′    |
| Waldflöte      | 2′    |
| Hintersatz III | 2 ⁄3′ |
| Fagott         | 16′   |
| Bombarde       | 8′    |

- Koppeln: II/P, III/P
- Spielhilfen: Zungeneinzelabsteller (Fagott 16′, Bombarde 8′, Trompete 8′, Holzkrummhorn 8′), Crescendowalze

## Glocken
Im Turm hängt ein fünfstimmiges Bronzegeläute (B0 – d1 – f1 – g1 – g2):

1) Michaelsglocke

Inschrift: Hl. Michael, bitte für uns!

Durchmesser: 170 cm, Gewicht: 2432 kg, Ton: B0

Gussjahr: 1951, Gießer: Karl Czudnochowsky, Erding
2) Marienglocke

Inschrift: Maria, wir rufen zu Dir!

Gestiftet von Maria u. Georg Strixner mit Frau und Therese Läng.

Durchmesser: 130 cm, Gewicht: 1200 kg, Ton: d1

Gussjahr: 1951, Gießer: Karl Czudnochowsky, Erding
3) Josefsglocke

Inschrift: St. Josef, protectori ecclesia...

Hl. Josef, bitte für unsere Gefallenen der Weltkriege 1914/18 u. 1939/45

Durchmesser: 116 cm, Gewicht: 800 kg, Ton: f1

Gussjahr: 1951, Gießer: Karl Czudnochowsky, Erding
4) Kolomanglocke

Inschrift: Hl. Koloman, beware uns vor Blitz und Ungewitter, Pest, Hunger und Krieg !

Durchmesser: 94 cm, Gewicht: 380 kg, Ton: g1

Gussjahr: 1951, Gießer: Karl Czudnochowsky, Erding
5) Sterbeglocke

Durchmesser: 60 cm, Gewicht: 150 kg, Ton: g2

Gussjahr: 1685, Gießer: Paulus Kopp, München

## Gedenktafeln
An der Kirchenwand um das Gebäude befinden sich einige Gedenktafeln für bei St. Michael begrabene Personen.

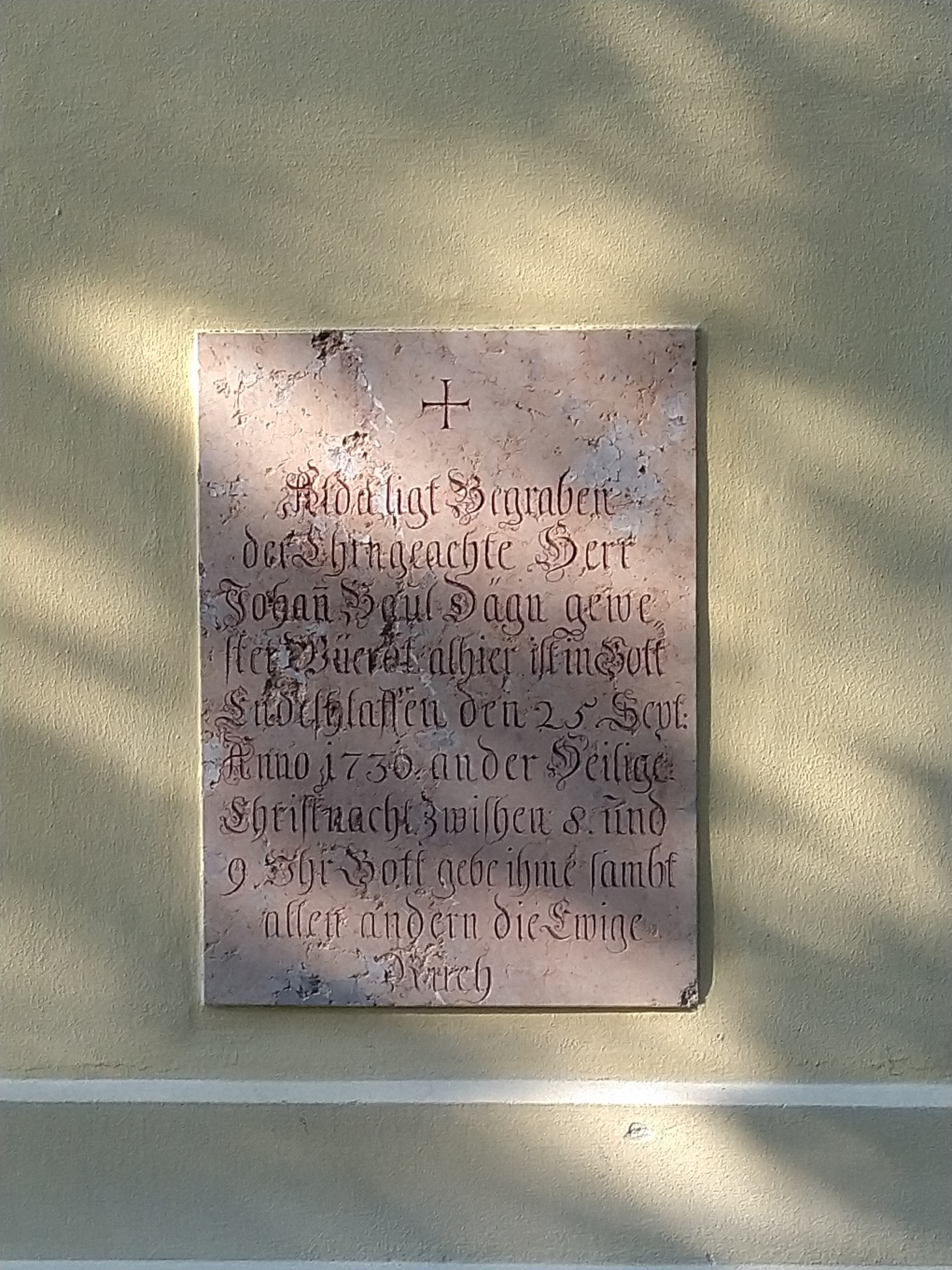
Johan Baul Dägn (1670/72 – 1730), Tafernwirt im heutigen Alten Wirt und Gasthaus Zur Post, Vater von Emmerich Däger
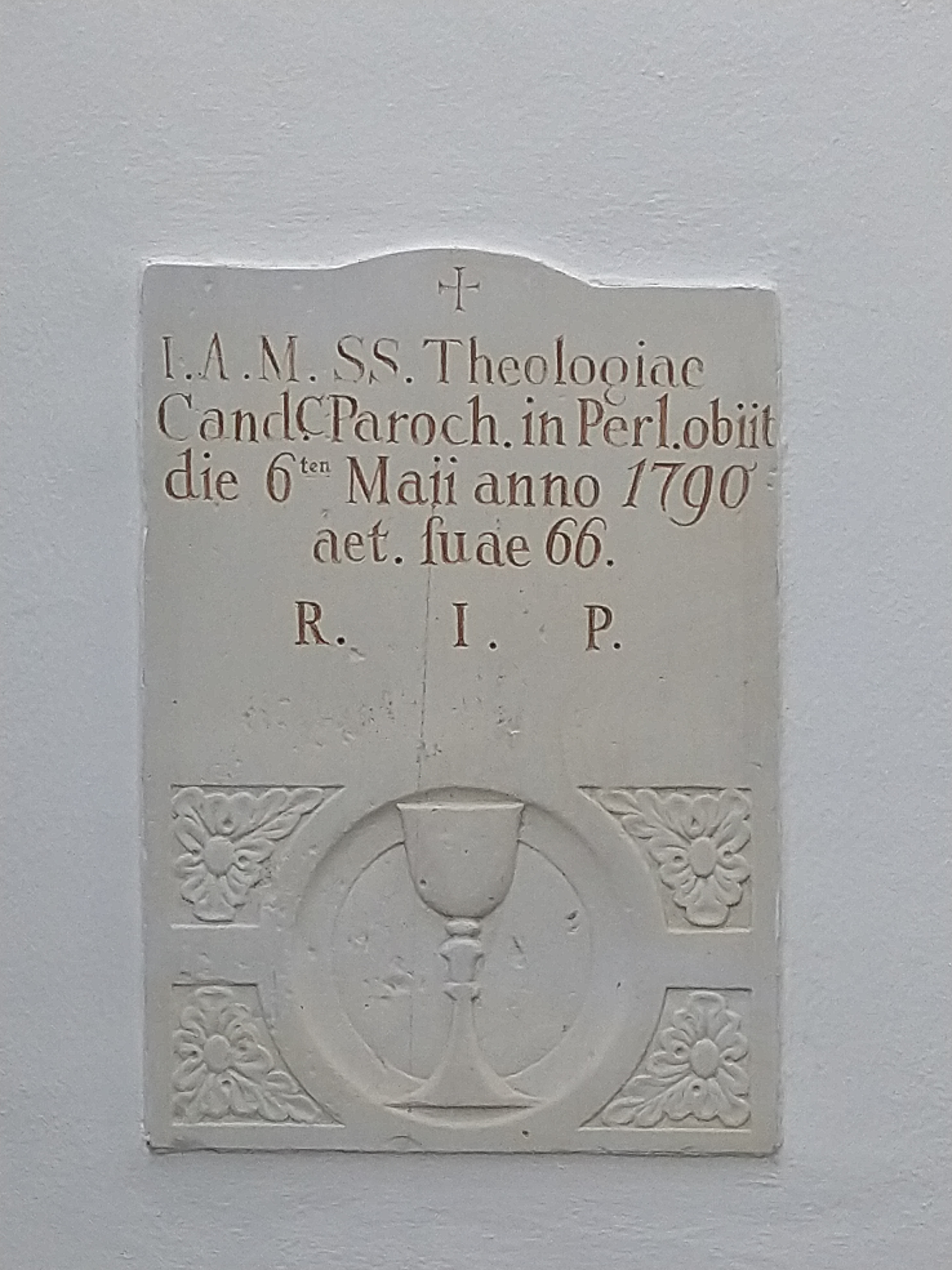
I.A.M. (1723/24 – 1790), Archidiakon („paroch“)
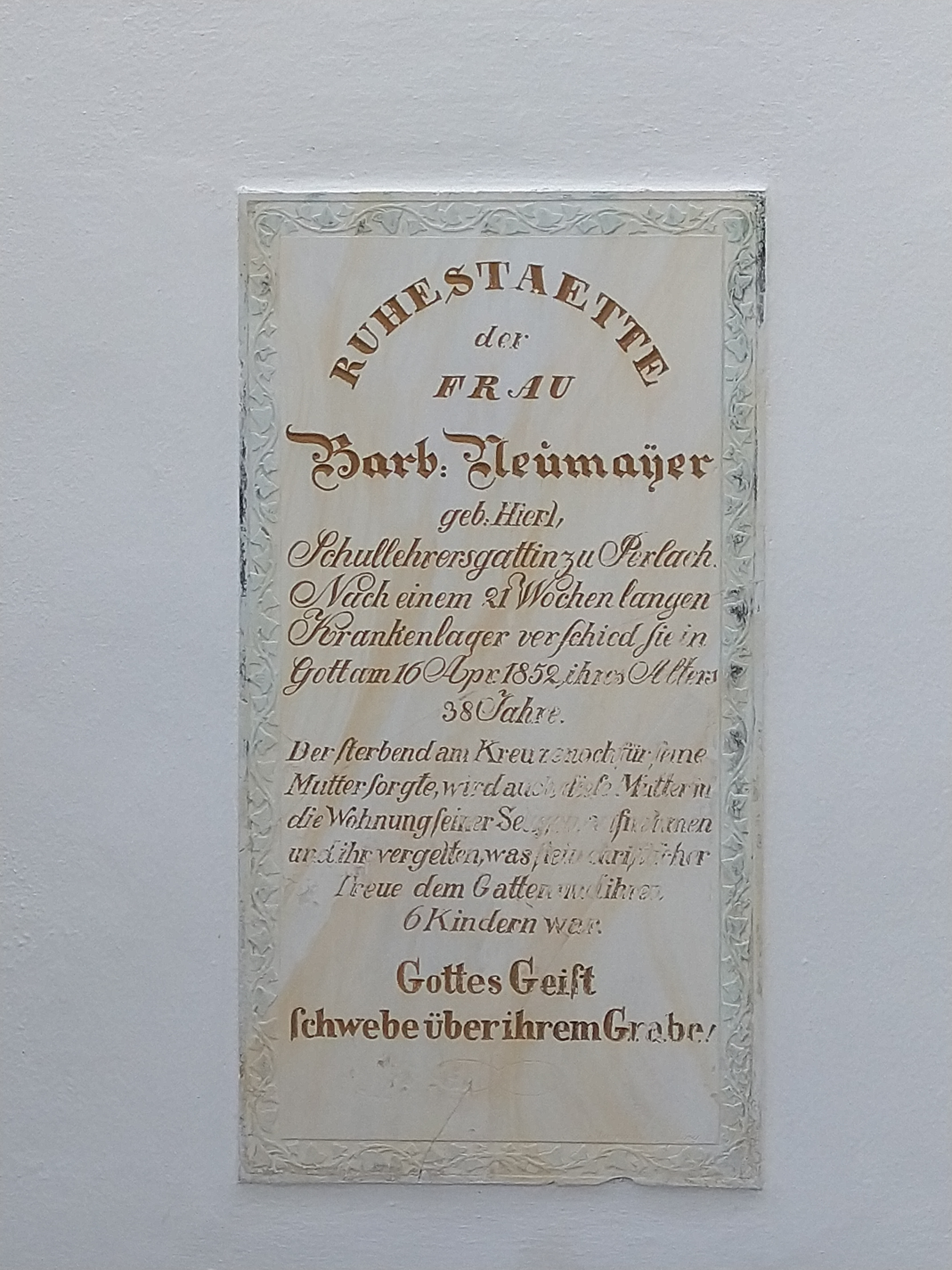
Barbara Neumayer, geb. Hierl (1813/14 – 1852), Schullehrersgattin zu Perlach, Mutter von sechs Kindern
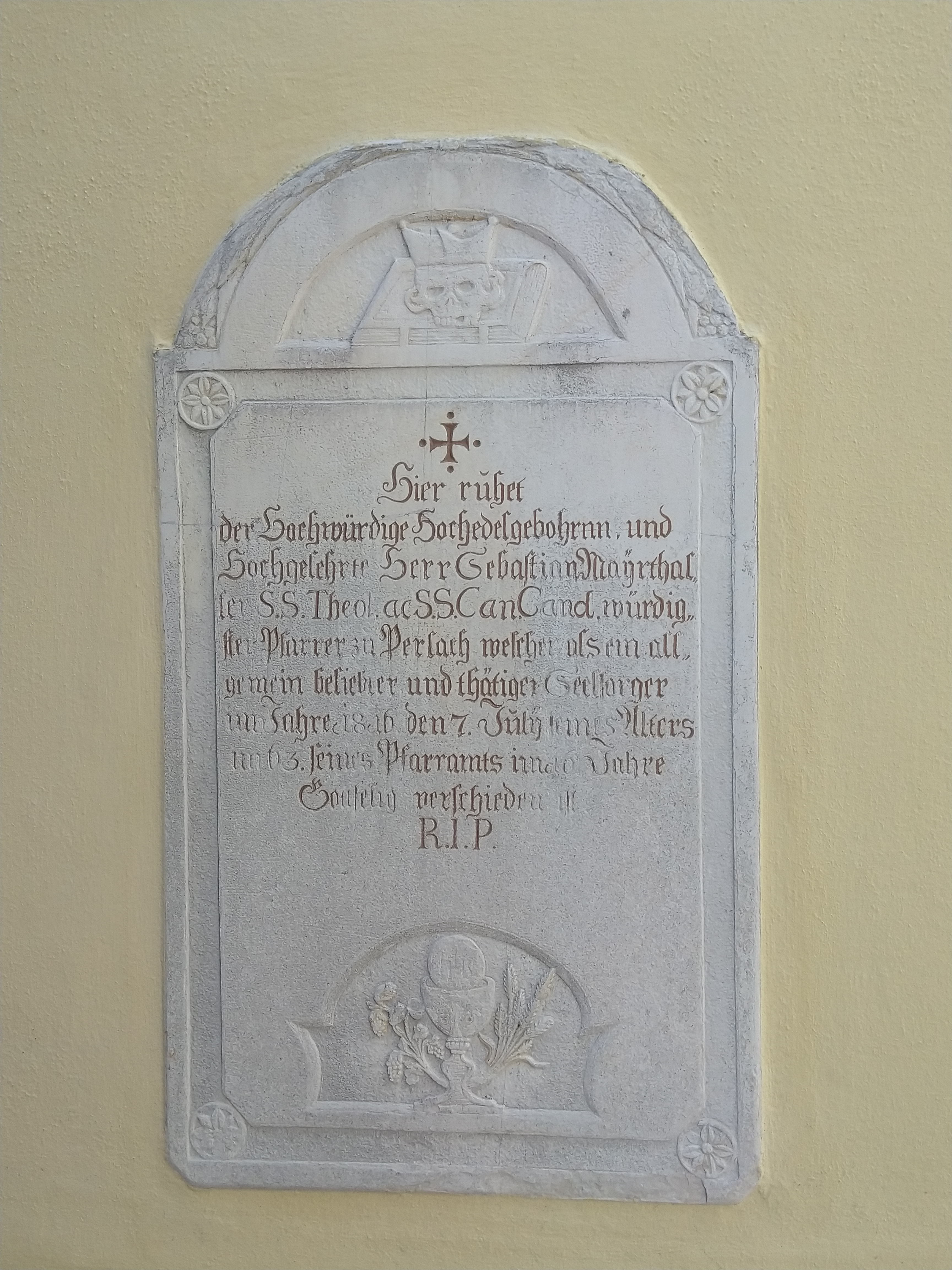
Sebastian Mayrthaler (1752/53 – 1816), Pfarrer zu Perlach
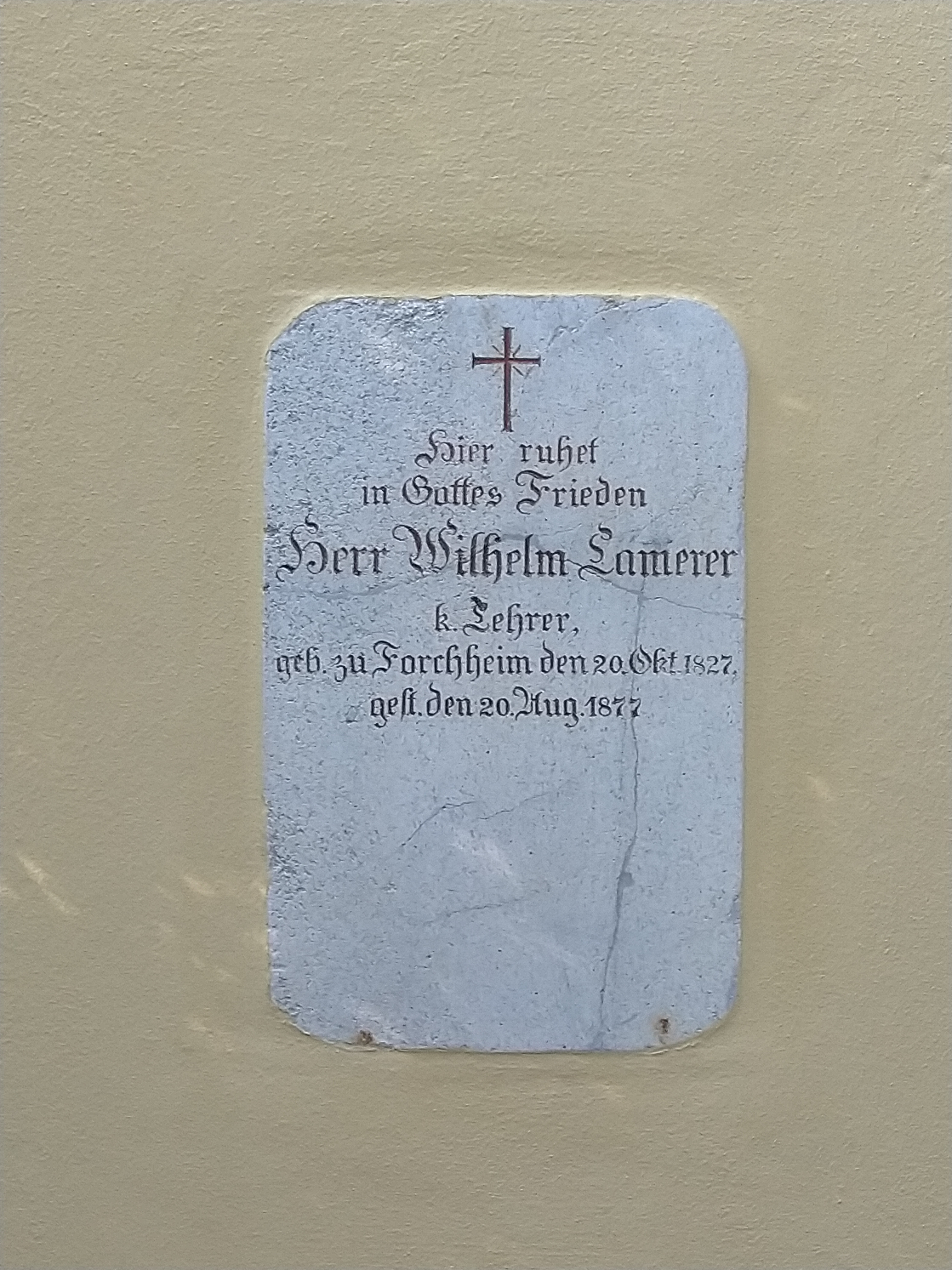
Wilhelm Lammerer (1827 – 1877), königlicher Lehrer
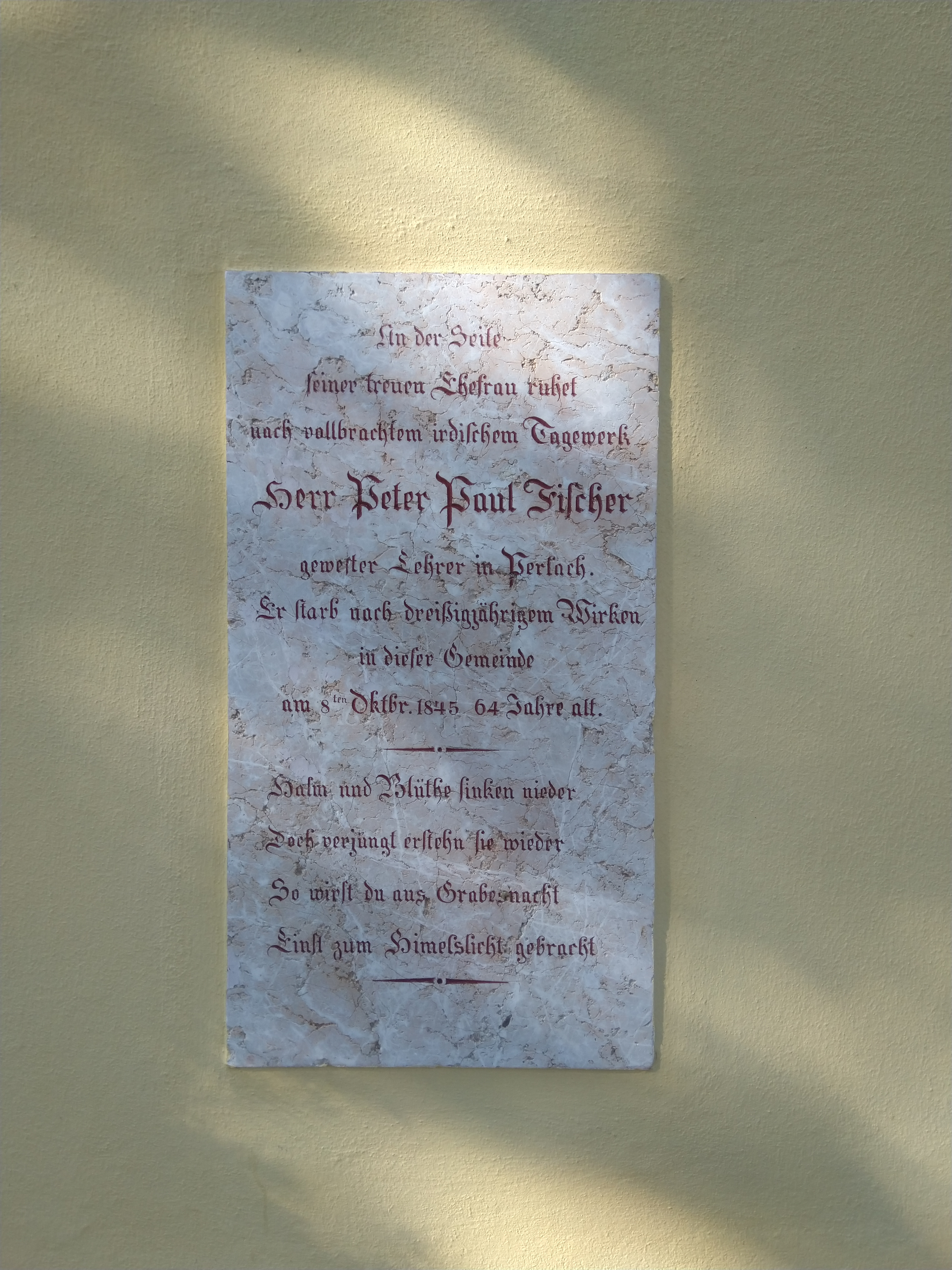
Peter Paul Fischer (1781/82 – 1845), Lehrer in Perlach
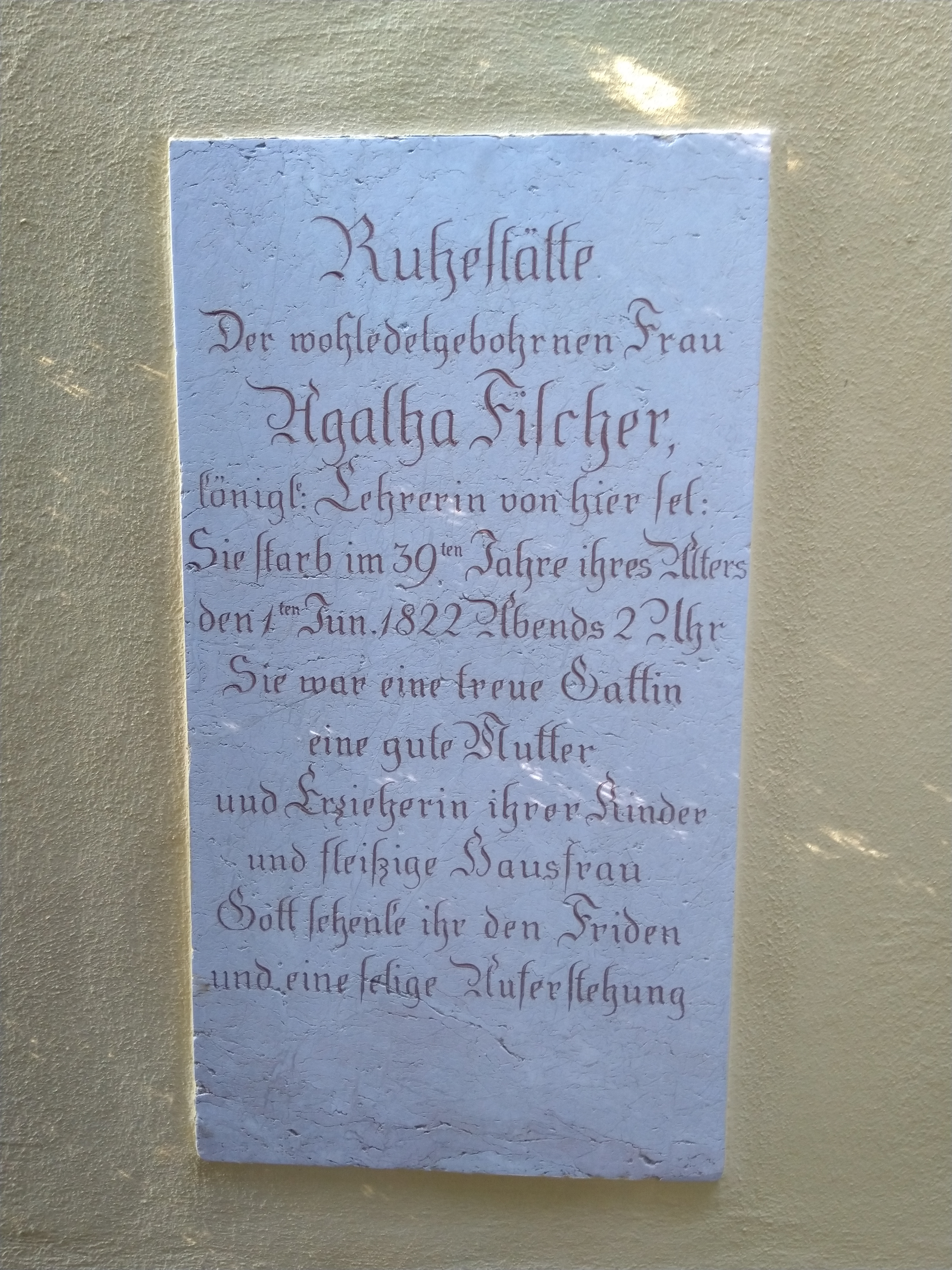
Agatha Fischer (1782/83 – 1822), königliche Lehrerin, Mutter

Im Inneren der Kirche befinden sich an der südlichen Längswand an den Pfeilern links und rechts vom Seitenaltar des heiligen Nepomuk zwei Epitaphe für die beiden früh verstorbenen Söhne des Münchner Bürgermeisters, Stadtoberrichters und Landschaftskanzlers Carl Anton von Barth:

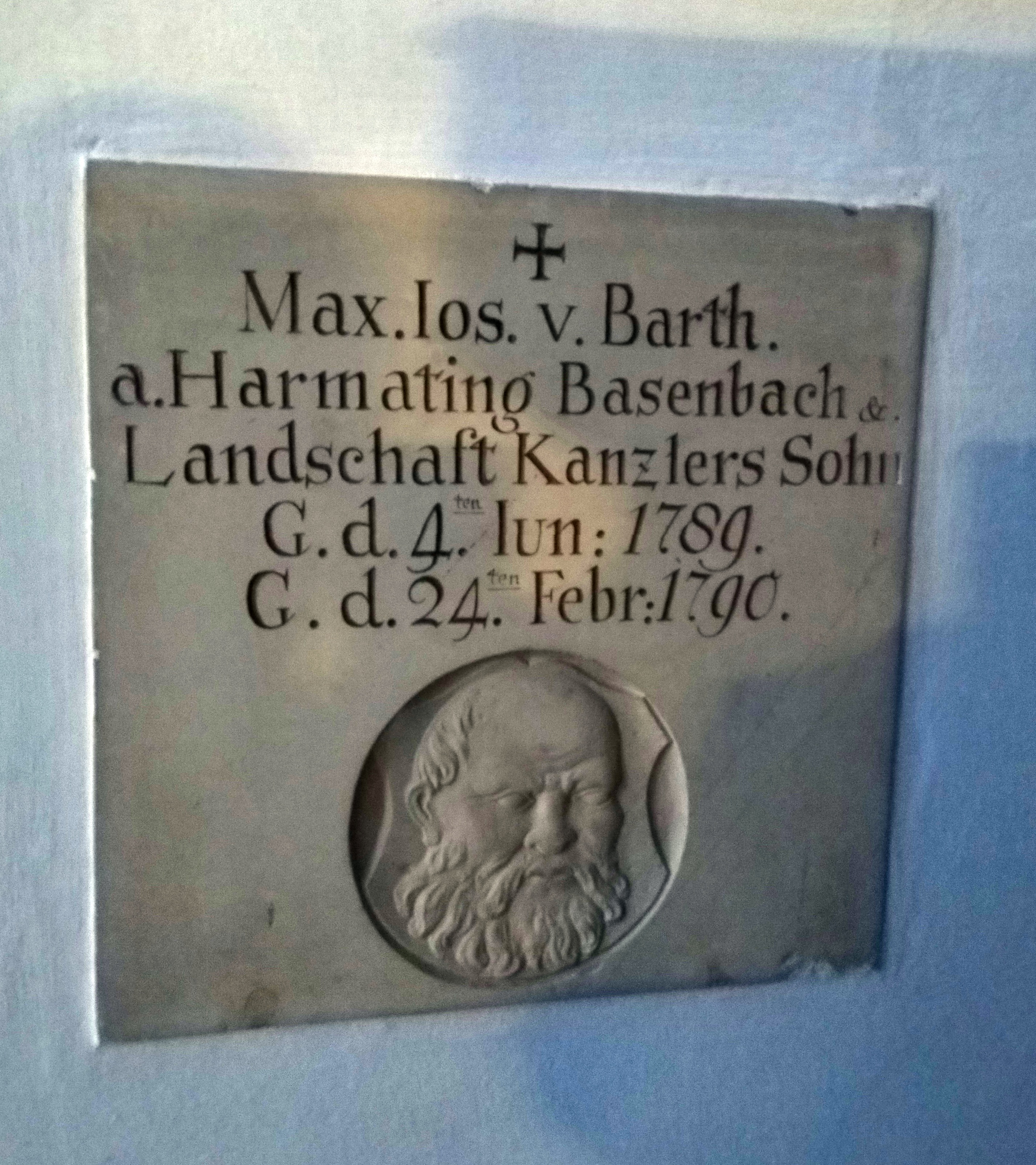
Maximilian Joseph von Barth (* 4. Juni 1789; † 24. Februar 1790)
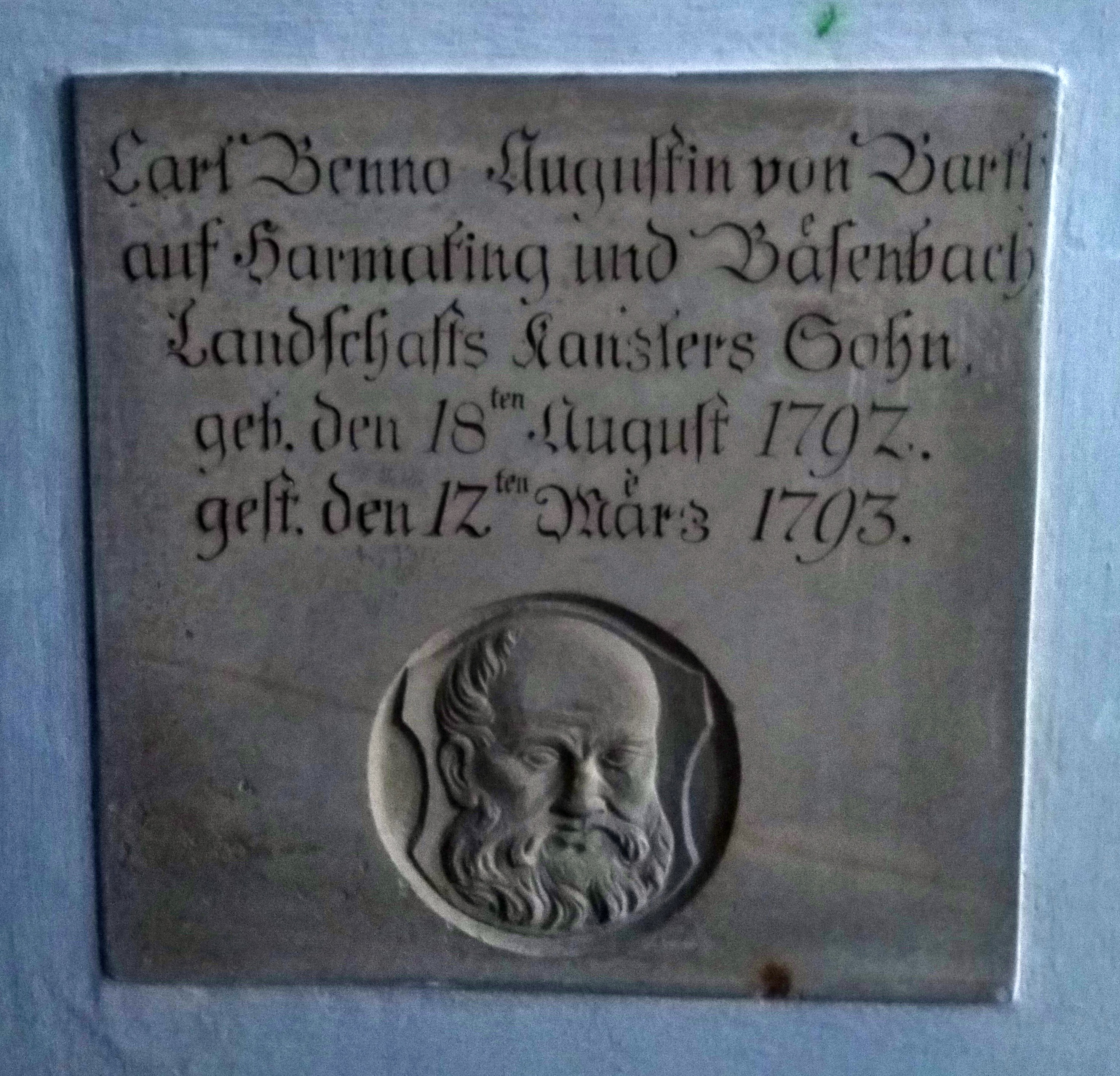
Carl Benno Augustin von Barth (* 18. August 1792; † 12. März 1793)

## Einrichtungen der Pfarrei

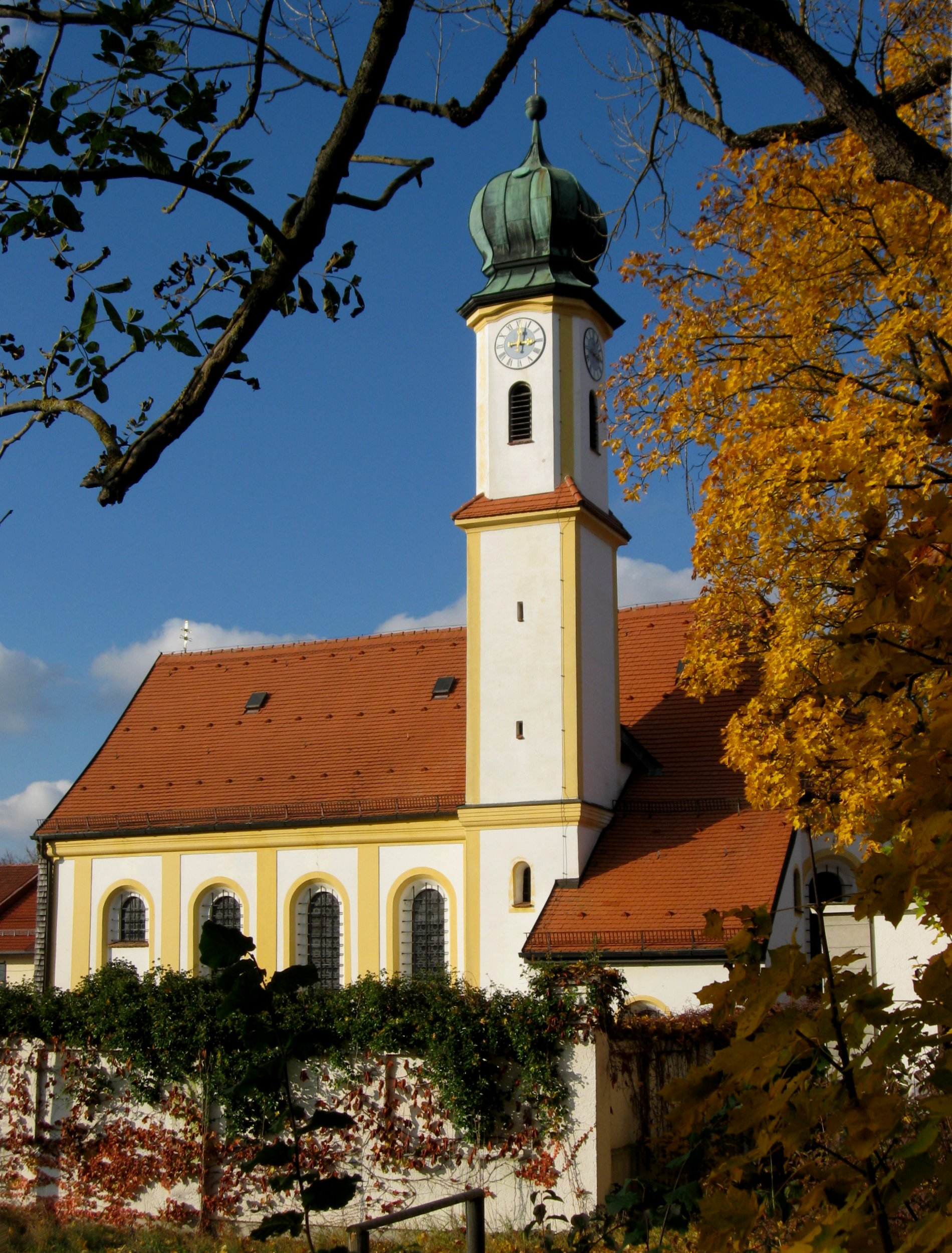
St. Georg in Unterbiberg

- Filialkirche St. Georg in Unterbiberg
- Kapelle im Caritas-Altenheim St. Michael
- Kindergarten St. Michael-Perlach
- Kinderkrippe St. Georg Unterbiberg
- Bücherei
- Ferienhaus Bruckhäusl in Wörgl
- DPSG (Deutsche Pfadfinderschaft St. Georg) Stamm St. Michael Perlach

### Kirchenmusik-Ensembles
- Chor St. Michael
- Vivamuschor
- Michaelichor
- Perlacher Singkreis
- Kinderchor
- Orchester St. Michael